# イントゥ・ザ・サン
『イントゥ・ザ・サン』 (Into the Sun) は、ショーン・レノンが1998年に発表したアルバム。

## 解説
チボ・マットの本田ゆかがプロデュースを担当し、同バンドの羽鳥美保もレコーディングに参加。

## 収録曲
1. ミステリー・ジュース - Mystery Juice
2. イントゥ・ザ・サン- Into the Sun
3. ホーム - Home
4. バスタブ - Bathtub
5. ワン・ナイト - One Night
6. スペースシップ - Spaceship
7. フォトシンセシス - Photosynthesis
8. キュー - Queue
9. トゥー・ファイン・ラヴァーズ - Two Fine Lovers
10. パート・ワン・オブ・ザ・カウボーイ・トリロジー - Part One of the Cowboy Trilogy
11. ウェイステッド - Wasted
12. ブリーズ - Breeze
13. ショーンズ・テーマ - Sean's Theme
14. インターミッション - Intermission (B)
15. 5/8 - 5-8 (B)

※ (B) は日本盤のみのボーナストラック。